# Природа людини

Вітрувіанська людина.
Малюнок Леонардо да Вінчі

Природа людини — філософське поняття, яке охоплює ті специфічні риси, що роблять нас людьми, представниками людства. Це узагальнююче поняття, по-перше, акцентує на відмінності людей від інших живих істот, по-друге, дозволяє абстагуватися від мінливості викликаної еволюційними чи соціокультурними процесами. В даному контексті поняття є близьким до «сутності людини».
Зі спектру специфічних рис автори різноманітних концепцій людської природи, виходячи зі своїх міркувань і спостережень, намагаються виокремити одну визначальну. Такими домінуючими в природі людини рисами називали свободу, соціальність, культуру, здатність оперувати символами, колективну працю або здатність до гри. Видова назва людей у таксономіці — Homo sapiens зауважує інтелектуальні здібності як ключову рису, проте існують інші назви, що відображають альтернативні концепції.
Висловлювалися також ідеї про відсутність людської природи як сукупності сталих рис. В одних концепціях наголошується на крайній свободі людини творити своє буття (або обирати небуття), в інших випадках — на визначальному впливі створеної самою людиною культури. Таким чином, людина в історичному розвитку проявляється щоразу інакше, аж до протилежностей звичайним поглядам на її природу. Інші концепції, що відкидають існування власної іманентної природи людини, виводять її риси з божественної природи (хай зіпсованої гріхом) або, вдаючись у біологізаторство, — з тваринної (хай і наділеної високими інтелектуальними здібностями).
До змісту поняття людська природа відносять і специфічні морфологічні особливості притаманні нам як виду, і відомі в природі психічні феномени, що найвиразніше проявлені саме людьми (інтелект, мова), і такі риси, що пов'язані зі складною соціальною поведінкою. Антропологія, соціологія та соціобіологія, психологія — не вичерпний перелік наук, предметом яких є аспекти людської природи.

## Місце поняття природи людини в системі філософських знань
Природа людини є одним з основоположних понять більшості релігійних і філософських вчень, а тому й предметом тисячолітніх суперечок між прихильниками різних вчень. Революції поглядів на природу людини ставали передумовами соціальних змін, новацій у культурі. Різні філософи та духовні лідери, розглядаючи багатогранність поняття людської природи, намагаються визначити ті її риси, що є домінуючими, визначальними. Залежно від відповідей на питання «що найбільше притаманне людській природі?», «чи є вона доброю чи злою?» — вибудовуються концепції сенсу життя, ідеального суспільства, принципи доброчесного життя, а також прикладні педагогічні та правові теорії тощо.
Порівнюючи різноманітні філософські та релігійні ідеології Леслі Стівенсон пропонує розглядати місце вчення про природу людини у їхній структурі наступним чином:
1. фонова теорія світу;
2. базова теорія людської природи;
3. діагноз, що вказує на ключові слабкості людини;
4. програма подолання цих слабкостей[2].

Попри те, що починаючи з позитивізму ХІХ ст. філософський мейнстрім воліє уникати метафізичних понять, у ХХ сторіччі оригінальні вчення про людську природу виникали в ряді філософських шкіл (неомарксизм, екзистенціалізм) та новітніх релігійних рухах. До поняття людської природи звертається один із найвпливовіших сучасних мислителів, Френсіс Фукуяма. В мистецтві новий інтерес до поняття природи людини виникає, наприклад, у науковій фантастиці в зв'язку з дослідженнями штучного інтелекту, розвитком біоінженерії, перспективами освоєння космосу та пошуком позаземного інтелекту.

## Історична ретроспектива поглядів на людську природу
Загальновизнаною є думка про те, що первісні суспільства не мали поняття про природу людини у нашому розумінні цих слів. Леві-Брюль у статті «Первісне мислення» зазначає: у колективних уявленнях первісного мислення предмети, істоти, явища можуть незбагненим для нас чином бути одночасно і самими собою і чимось абсолютно іншим; наприклад, неймовірне для нас твердження представника племені бороро про те, що він є червоним папугою арара, — цілком логічне для носія тотемічної свідомості. Людина в доцивілізаційних уявленнях не виділялася зі свого оточення, єдиною душею наділявся цілий всесвіт і всі його об'єкти.

### Природа людини в деяких міфологіях
Перші ознаки цілісної концепції природи людини відшуковуються в найдавніших міфах, особливо, в сюжетах про створення світу, в оповідях про героїв — засновників міст і народів. При всьому розмаїтті сюжетів спільним для уявлень періоду ранніх релігій можна вважати, що природа людини з'ясовується через її стосунок із богами (що уособлювали стихії) та встановленим ними законом (ритуали, зокрема, жертвоприношення).
В міфах знаходимо пояснення існуванню двох статей, смерті, долі людини після смерті, розмаїттю суспільних станів, причини успіхів і невдач, варіації на тему життєвого покликання людини. Розмаїття поглядів вкарбованих у міфологічні оповідки вражає:
- в міфі про Пурушу, який французький дослідник Patrice Lajoye вважає пра-індоєвропейським[5], з тіла першолюдини Пуруші, принесеного в жертву, був створений всесвіт. Зі чверті його тіла створені всі істоти на землі, а з трьох чвертей — безсмертне на небі; Павло Гуревич[ru] вбачає в цьому міфі сліди ідеї про «розчиненість людини у всесвіті, в вищих духовних і в емпіричних сутностях»[6]. Всі істоти пов'язані колом перероджень: ду́ші після смерті народжуються у новій подобі;
- з Пурушею також пов'язують походження чотирьох суспільних станів індійського суспільства. З тіла першолюдини (хоча іноді кажуть про тіло бога Брами) були створені чотири варни індійського суспільства: з губ — жерці й священики брахмани, з плечей і рук — кшатрії (царі і воїни), зі стегон — рядові громадяни вайшії, зі ступнів Пуруші — раби шудри[7]. Таким чином суспільна нерівність отримувала обґрунтування як щось притаманне природі людини від її створення;
- в шумерській міфології зафіксовані принаймні чотири історії про появу перших людей. В одній з них люди виростають із землі подібно рослинам; в іншій вони створені з глини та наділені верховними богами серцем і диханням; іще одна версія розповідає про створення людей з крові принесених у жертву богів Лахму і Лахаму (Laḫmu, Laḫamu[en])[8]. Стверджена в цих міфах ідея божественного походження людства (чи то створення з крові, чи наділення божественним диханням) зустрічається в багатьох пізніших міфах. Знаючи волю богів, люди є їх співробітниками та помічниками;
- задля сакралізації царської влади в міфології Давнього Єгипту з'явилася концепція земного втілення верховного божества. Ця концепція пережила тривалу еволюцію; божественне походження фараонів або навіть безпосереднє втілення в них богів (особливо Гора) було характерним для єгипетських вірувань на ранніх етапах їх розвитку[9];
- юдейська віра, чиї письмові пам'ятки значно молодші за шумерські та містять аналогічні сюжети, погоджується щодо божественного походження, однак стверджує відступ людини від божого задуму внаслідок гріхопадіння. Лише обраний народ є вірним виконавцем божої волі, інші люди не мають цінності. Концепція гріхопадіння та подолання його наслідків отримує продовження в пізніших авраамічних релігіях, що впливали на розвиток народів Європи та Близького Сходу. Для християнської теології значимим є питання природи Христа, співвідношення в ньому божественного та людського;
- давньогрецька міфологія пропонує оригінальні сюжети суперництва між людьми і богами, в яких люди каралися за зухвалість змагатися з небожителями в красі, мистецтві та ремеслах. Страх перед зростанням могутності першолюдей-андрогінів змушує богів розділити їх на дві статі. Як і в індійській міфології тут популярні сюжети про шлюби між богами та людьми, з яких народжуються герої, а також метаморфози — перетворення людей на тварини, рослини або природні об'єкти (та навпаки).

В міфологічних уявленнях фізичне тіло людини не мислилося як щось виняткове (людську подобу приймають і втрачають у результаті народження й смерті або ж метаморфоз), натомість, особливістю людини є безсмертна душа, здатність знати і виконувати волю вищих сил. Межа між людською та тваринною природою з одного боку та людською й божественною природою — з іншого не є неподоланною: герої та праведники (люди, і напівбоги) потрапляють у світ богів за свої діяння, натомість, за провини люди набувають тваринної подоби або перероджуються в ній у наступних реінкарнаціях. Знаходить виправдання та обґрунтування нерівність між соціальними станами, між народами, між статями.

### Концепції людської природи в давніх ученнях Сходу
В основі трьох великих учень стародавнього сходу — даосизму, конфуціанства та буддизму лежать міфологічні вірування та натурфілософські уявлення Китаю та Індії. Зустрівшись у Китаї ці вчення протягом століть впливали на розвиток значної частини людства, а з ХХ сторіччя, особливо ідеї та практики буддистської школи дзен, — поширюються в Західному світі.

#### Даосизм
Для містичного вчення даосів одною з ключових ідей є ідентичність людської сутності та універсальної першооснови всього, що існує, — дао. Взаємодіючи в своєму розвитку зі школами фа цзя і конфуціанства, даоси сформували різко негативне ставлення суспільних форм пригнічення природних стремлінь людини. Їх ідеал людського розвитку передбачав самоіндуктивне піднесення над дикістю, підкорення тваринного начала згаданому універсальному принципу шляхом містичного поєднання з ним (датун). Таке поєднання носить містичний та спонтанний характер, а досягається спогляданням та самозреченням. Останнє необхідне, оскільки прив'язаність до власної особи руйнує справжню ідентичність — глибинну єдність із іншими істотами, призводить до злих вчинків. Ідея самозречення була притаманна й ідеологічним супротивникам даосизму — легістам і послідовникам Конфуція, проте кардинально різнилися методи подолання свого Я: на противагу апологетам культури та її засобів впливу, законів і ритуалів, даоси закликали зайняти позицію відстороненого споглядача душевних порухів, що — залишені в спокої — повертаються до свого першоджерела, дао.
Розвиваючись у потужних китайських князівствах, даоське вчення конкурувало з конфуціанством і буддизмом, маючи чи не найбільший вплив на народні маси. Це можна пояснити близькістю народним віруванням, опозицією репресивній державницькій ідеології, інтуїтивним недогматичним характером учення (тут характерні перші слова Даодецзін: Дао, яке може бути виражене словами, не є істинне дао). У середньовіччі даосизм на короткий період став державною ідеологією Китаю. Тогочасних офіційних даосів більше, ніж філософія, цікавили алхімічні досліди, пошук еліксира безсмертя. Проте і тоді, і в пізніші часи даосизм зберігав потужний лібертарний дух, закликаючи до самоусвідомлення та очолюючи народні визвольні рухи.

#### Конфуціанство
Конфуцій, що сам був чиновником князівства Лу, розвинув свою філософську доктрину з цілком практичною ціллю: як «учення про управління людьми, теорія для майбутніх губернаторів». Таким чином конфуціанство розвинулось у етично-філософську доктрину з численними прикладними аспектами: в теорії виховання, державного управління.
Як і інші два великих учення Сходу, конфуціанство базувалось на народних традиціях (культ предків, культ Небес, учення про стихії та інь-ян), але з суттєвим додатком ритуалів знатних родів і придворного етикету; не створюючи нових релігійних доктрин, закликало до дотримання існуючих. Раціональніше, в порівнянні з інтуїтивно-містичним даосизмом, учення Конфуція вимагало від адептів освіченості та роботи над вдосконаленням своєї особистості. Попри початкову орієнтованість на державницькі еліти, конфуціанство не завжди знаходило спільну мову з володарями Китаю.
Конфуціанство говорить про людяність як одну з найвищих чеснот. Іншими є шанобливість до старших та життя згідно ритуалу. Шлях досягнення ідеалу людини послідовники Конфуція шукали в активному перетворенні особистості та суспільства шляхом просвіти, самоконтролю та підпорядкуванню суспільному контролю. В цьому є глибока суперечність із даосизмом, послідовники якого безумовно переконаний у доброті людської природи вважали, що насилля над особистістю лише посилює егоцентричні тенденції і в того, хто насильство чинить, і в його жертви.
Одним із узагальнюючих ключових понять конфуціанства є цзюньцзи, благородний муж. Це ідеал людини, що завдяки дотриманню ритуалів, правильній свідомості та правильній поведінці посідає відповідне її походженню та якостям місце в світобудові, сімейній та суспільній ієрархії. Ідеал благородного мужа є патріархальним і раціоналістичним. Він шанує Небеса і старших, підпорядковує свої емоції розумові, в сім'ї мудро владарює над жінкою та дітьми, в державних справах керується справедливістю і ритуалом. Сам Конфуцій, за переказами, послідовно втілював цей ідеал на службі в князівстві Лу; так, він завдяки своїм талантам і принциповості стрімко зробив кар'єру, проте відмовився від високої посади, коли був порушений ритуал під час богослужіння в Храмі Небес.

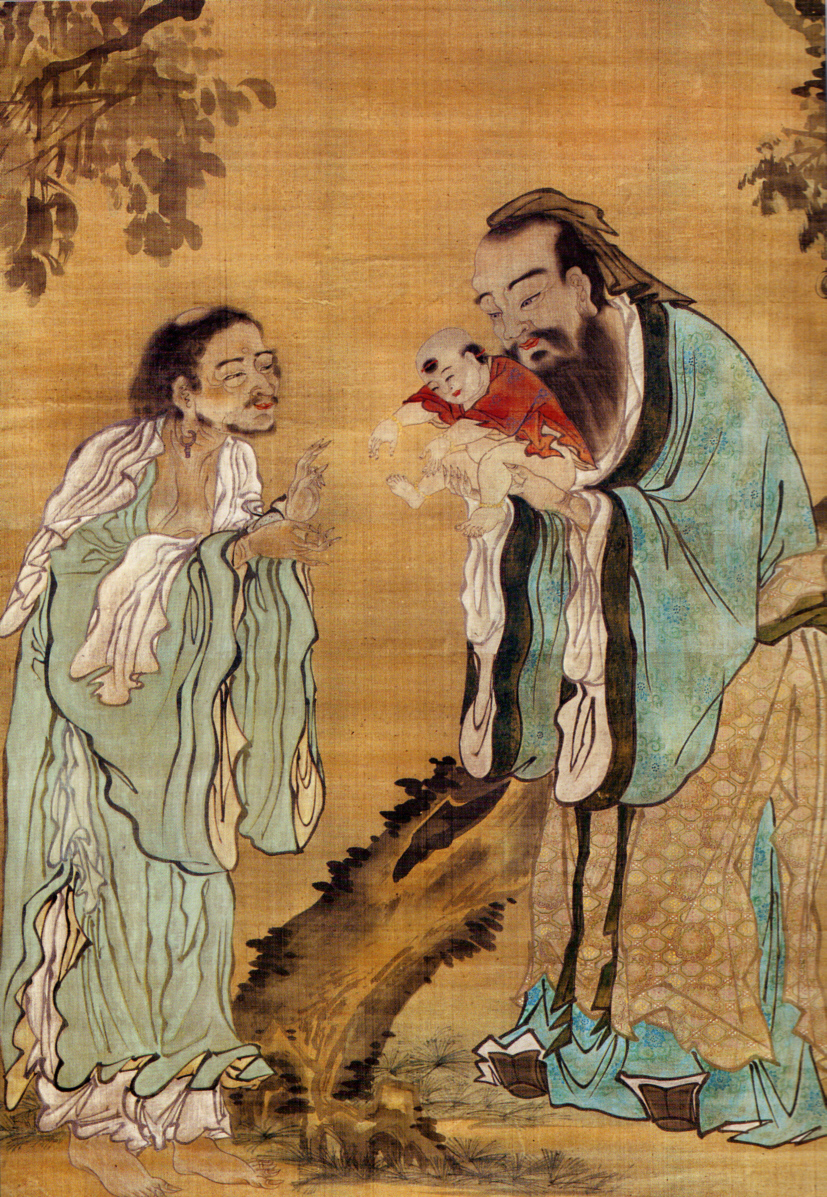
Лао-цзи отримує з рук Конфуція немовля-Ґаутаму. Картина часів династії Мін (1368—1644)

### Природа людини в давньогрецькій філософії
Вірування Еллади та, опосередковано, Близького Сходу й Індії вплинули на формування концепції людської природи в філософських системах Давньої Греції. За спостереженням історика науки М. Г. Ярошевського, «рішучі зміни відбулися першочергово не стільки в фактичному змісті знань, скільки в їх загальних принципах пояснення. Ті відомості про людину, його тілобудову та психічні властивості, що запозичили творці давньогрецької філософії та науки зі вчень мислителів давнього Сходу, сприймались тепер у контексті нового світорозуміння, що звільнялося від міфології». Античному світоглядові притаманні безособистісний космологізм, фаталізм і ряд інших рис, про які варто пам'ятати для розуміння тогочасних концепцій людської природи. Наприклад, особистість, що є одним із ключових понять у розгляди людини в Новий час, у Давній Греції не мала навіть сталого слова для позначення. Натомість, керуючись ідеєю незмінного ідеального руху небесних сфер, що успадкована з античності панувала в Європі до відкриттів Галілея та Тихо Браге, філософи закликали уподібнити рухи душі зоряному небу
.
На ранніх етапах розвитку наукової думки Давньої Греції головним чином розвивалася натурфілософія. Загальноприйнятим є пов'язувати зацікавлення природою людини з іменем Сократа, чиї погляди відомі головним чином з праць його учня Платона. А найвище піднесення антична філософія явила в особі учня Платона — Арістотеля.
Спосіб ведення дискусії, яким послуговувався Сократ, та відповідний спосіб мислення, його підходи у визначенні людських чеснот і найкращого способу життя стали визначальними для античного світу, а також суттєво вплинули на роботи християнських, арабських та юдейських мислителів. Від Сократа бере початок також традиція раціоналізму, віри в силу розуму, що єдиний зі складових людської природи здатен до пізнання добра і перетворення життя за принципами добра. Пояснення злих вчинків Сократ знаходив радше у невігластві або недосконалому знанні, чим у природі людини.
Відомим є Платонове порівняння душі людини з колісницею, в якій два коні — жадання й пристрасті — потребують керування візничого — розуму. Подібний погляд на людську душу як тричасну систему, чиї компоненти в своїй взаємодії (часто у змаганні, боротьбі) визначають людську поведінку, стане типовим для багатьох пізніших учень. Розвиваючи ідеї свого вчителя, Платон створив першу в історії цілісну філософську систему, центральним пунктом якої стало вчення про ідеї як нематеріальні прообрази всіх речей і явищ. Світ ідей, скарбницю цих прообразів, він вважав справжнім і вічним світом, що знаходить собі недосконалі й тимчасові втілення в земному світі так само, як душа — справжня сутність людини — отримує недовговічне й викривлене буття в тілі.

## Первісна природа людини у Філософії Об’єднання
Філософія Об'єднання вводить концепцію "первісної природи" людини. Згідно з цією концепцією, людина первісно була створена як "дитина Бога", що володіла образом, подібним до образу Бога, та природою, яка нагадує Божественну природу. Людина, яка має Божественний образ, віддзеркалює дуальні властивості Бога: вона є двоєдиною істотою, у якої духовна душа керує фізичною душею і тому матеріальні потреби є засобом реалізації духовних цінностей. Людина, яка наслідує Божественну природу, є «істотою шімджон» (має серце любові), «істотою логосу» (поєднує вільну волю з добровільним дотриманням порядку — від сімейних норм до суспільних законів) та «істотою творчості». Отже, людина покликана бути Homo amans — людиною люблячою.
Однак первісна природа людини була втрачена внаслідок гріхопадіння. Гріховна природа людини є спотворенням її первісної, Божественної природи. Вона проявляється в егоцентризмі, зарозумілості, заздрості, безвідповідальності, гарячковості, схильності до брехні та інших негативних рисах, що виникли внаслідок утрати зв'язку з Богом. Філософія Об'єднання наголошує, що людина може відновити свою первісну подобу шляхом духовної дисципліни. Після гріхопадіння «фізична душа» (прагнення до їжі, одягу, статусу й сексу) стала панувати над «духовною душею» (прагнення до істини, добра, краси й любові). Щоб повернути правильний порядок, потрібно поставити духовне вище фізичного: знову зробити ціннісне життя метою, а матеріальне — засобом. Цей підхід відрізняється від раціоналістичних концепцій філософів на кшталт Гегеля чи матеріалістичної теорії Маркса, пропонуючи духовно-орієнтоване розуміння людської сутності як основи для розв'язання фундаментальних проблем у сучасному світі.